# Gali
Gali (abkhaz: Гал, Gal; georgià: გალი) és una ciutat d'Abkhàzia, situada a 77 km al sud-est de Sukhumi, i fent frontera amb la resta de Geòrgia. És el centre del Districte de Gali i estava inclosa dins la zona de seguretat de les Nacions Unides abans del veto rus a la Missió UMOMIG el 2009.